# Jean-Christian Michel
Jean-Christian Michel es un compositor y clarinetista. Sus composiciones están influenciadas por la música jazz y por la música de Johann Sebastian Bach.
Michel ha recibido tres discos diamante, siete discos platino y diez de oro. Es un «miembro completo» de la SACEM (asociación de compositores y publicadores de música para proteger los derechos de autor). Recibió el premio "Ciencia y cultura" en la Sorbona, París, Francia, otorgado por un jurado de seis ganadores del Premio Nobel. Jean-Christian Michel es el padrino Neurodon, de FRC Archivado el 30 de mayo de 2011 en Wayback Machine., una federación de la investigación sobre el cerebro

## Discografía
- Requiem
- Aranjuez
- Musique Sacrée (con Kenny Clarke)
- Crucifixus
- JQM (con Kenny Clarke)
- Le Cœur des Etoiles
- Vision d’Ezéchiel
- Ouverture Spatiale (con Kenny Clarke)
- Eve des Origines (con Kenny Clarke)
- Port-Maria (con Kenny Clarke)
- Musique de Lumière
- Jean-Christian Michel in Concert
- Vif-Obscur
- Les Années-Lumière
- Les Cathédrales de Lumière
- Aranjuez 2004
- Portail de l'Espace 2005
- Bach transcriptions 2006
- Live concert 2007
- Spatial Requiem 2008
- Imaginaire DVD 2010